# باغان (خوسف)
باغان یک روستا در ایران است که در شهرستان خوسف واقع شده‌است. باغان ۱۱۱ نفر جمعیت دارد.